# 丸藤亮
丸藤 亮（まるふじ りょう）は、アニメ『遊☆戯☆王デュエルモンスターズGX』およびその派生作品である漫画『遊☆戯☆王GX』に登場人物する架空の人物である。

## 概要
元オベリスク・ブルー所属で、デュエル・アカデミアを卒業したプロデュエリストであり、丸藤翔の兄である。
一人称は「オレ」だが、第65話の冒頭でのモンキー猿山との会話とデュエリストパックのCMでは「私」と言っており、幼少期は「ボク」である。また、二人称は「おまえ」である。使用デッキはサイバー流、裏サイバー流。愛称・または別名義として「ヘルカイザー亮」、「カイザー」である。
周囲からの呼称集は、「第1期-第3期中　お兄さん・第3期中以降　兄さん（丸藤翔）」、「亮（天上院明日香・天上院吹雪・エド・フェニックス・第2以降の鮫島校長）」、「カイザー（遊城十代・三沢大地・万丈目準・クロノス先生など）」、「丸藤君（初期の鮫島校長）」と呼ばれている。
学園中随一のデュエル技能を持ち、優れた人格者であったことから学生間では「デュエル・アカデミアの帝王（カイザー）」「カイザー亮」と呼ばれていた。しかしプロデュエリストになってからのエド・フェニックスとのデュエルをきっかけに、勝利に執着することに目覚め「ヘルカイザー亮」となった。
同作の主人公である遊城十代を倒すほどの実力者であり、学生時代最後に行った卒業記念模範デュエルでも引き分けになり、最後まで十代に敗れることはなかった。天上院吹雪とはライバル兼親友関係にあり、彼の妹の明日香共々頭を悩ませている。弟の翔に対しては、亮本人は厳しく接しつつも弟として大切に想っている。たまに天然とも取れる発言をする。

### 第1期目〈セブンスターズ編〉
3年生に進級し、1年生に入学したばかりだった明日香と共に陰ながら吹雪の行方を捜し、灯台で吹雪の情報を交換していた。十代からの挑戦を受けデュエルを行い圧勝し、そのデュエルを見ていた翔の成長を促した。十代とのデュエルでは、当時の1年生から2年生まで、授業を鍛えて成長したためで十代に勝利した。
その後、鮫島校長から七精門の鍵を預けられ、クロノスを侮辱したセブンスターズの一人であるカミューラと対戦中するも弟の翔を人質に取られたためカミューラにデュエルで負けたれ、勝機のあったデュエルを捨てて人形にされる。
しかし、十代がカミューラに勝利した事により、教頭のクロノスと共に元の姿に戻った。セブンスターズ事件解決後、亮に負けられて悔しい十代が本気を出し、卒業模範デュエルで十代と再戦するが、お互いのライフポイントが0になり、『遊☆戯☆王』として珍しく引き分けとなる。

### 第2期目〈光の結社編〉
アカデミアを卒業し、プロリーグに参戦するようになる。プロになってからも圧倒的な実力と対戦相手をリスペクトする精神が人気を呼びカイザーの名で親しまれた。しかしエドに敗れて以来、調子を落としてしまい、スポンサーからも見限られてしまう。
そして、辿り着いた地下デュエルで窮地に追い詰められた彼は、対戦相手では無く勝利を尊重するようになってしまい「ヘルカイザー」と呼ばれるようになる。その変貌ぶりは、かつて亮を破ったエドさえも戸惑わせるものがあった。そして幼少時に入門していた「サイバー流道場」で恩師にあたるマスター鮫島を倒し、ついには「サイバー流裏デッキ（サイバーダークシリーズ）」を持ち出す。また、亮がそのデッキを受け、吹雪や弟・翔に勝利し、伝説的な遊戯王のマスターとなった。
ジェネックスでも圧倒的な力で次々と勝利を収めるがそれでも満たされず、ついには挑戦されたデュエルを放棄した。その後、デュエル・アカデミアとの関係を絶ったかのように姿を消し、行方不明となる。

### 第3期目〈異世界編〉
「レインボー・ドラゴン」を異世界へ送るためのデュエルの相手としてエドにヨハン・アンデルセンとオンラインでデュエルするよう頼まれる。ヨハンを苦戦させた事で、その強さを再認識させた。
その後、エドと共に強者と戦うために異世界へと飛び、エドと組んでオブライエンと共に覇王軍を強襲するなどの活躍を見せる。また、同作のカードゲームにも登場する巨大モンスター「デビルドーザー」が現れ、自分一人で決意した翔と万丈目の相棒だったおじゃまイエローを「サイバー・ドラゴン」のカードを召喚して助け出した。また、異世界中の中ではエドと共にデュエル道場をしていた。そして十代を保護した後は、地下デュエルにより全身が蝕まれ余命が短いと感じたため、戦いの中に死地を求めるようになる。
そしてユベルに取り付かれたヨハンとデュエルを行い敗北し、最高の充実感を味わいながら心臓の必死を受け、消滅した。その後、第4期ではアカデミア校の海岸に打ち上げられていた所を救助された。

### 第4期目〈ダークネス編〉
表向きは失踪中となっているが、現在はデュエルアカデミアで休養している。サイバー流デッキを酷使した為、決闘をすると心臓に激痛が走る後遺症が残っている。サイコ流継承者の猪爪誠とのデュエル中に倒れ、その時に「もう自分の追い求めるデュエルはない」とまで口にする。
その後、デッキを受け継いだ翔のデュエルを見たとき、自分でも気付けなかった戦術を展開して猪爪を倒した翔に、自らのサイバー流デッキを託す。そして新たなデッキを作る事と、翔と共に自ら新しいプロリーグを発足することを誓った。

## 使用カード
サイバー・ドラゴン
詳細は上記項目を参照。

### サイバー・ダーク
サイバー流の「陰」を成すカード群。ヘルカイザーとなった亮が鮫島を倒して奪った。墓地のカードを利用し強化していくのが特徴。切り札は「鎧黒竜（がいこくりゅう）-サイバー・ダーク・ドラゴン-」。

## 声優
- 前田剛
- 薛宏美 - 幼少時の声

## 漫画版における丸藤亮
11月1日生まれ。身長178cm、体重57kg。
オベリスクブルー所属の三年生。翔の兄で「カイザー亮」という異名を持つ。吹雪と共にアカデミアの双璧として知られている。海外短期留学中だったが留学が終り帰国。アニメ同様「サイバードラゴン」を使用するが、りゅう座など天体に絡んだ名称のカードも追加されており切り札もサイバー・エンド・ドラゴンではなくサイバー・エルタニンになっている。アカデミア火口特設決闘場で万丈目準に圧勝し、その実力を見せつけた。
最終話でも登場していたが、ヘルカイザー時に着ていた黒い服を着ていた。

## 補足
- 『遊戯王ARC-V』116話の融合次元のデュエルアカデミアの授業では、「オーバーロード・フュージョン」を使用したアカデミアの伝説のデュエリストとして名前が登場している。